# Métiers dans l'Égypte antique
 (juillet 2023).
Si vous disposez d'ouvrages ou d'articles de référence ou si vous connaissez des sites web de qualité traitant du thème abordé ici, merci de compléter l'article en donnant les références utiles à sa vérifiabilité et en les liant à la section « Notes et références ».

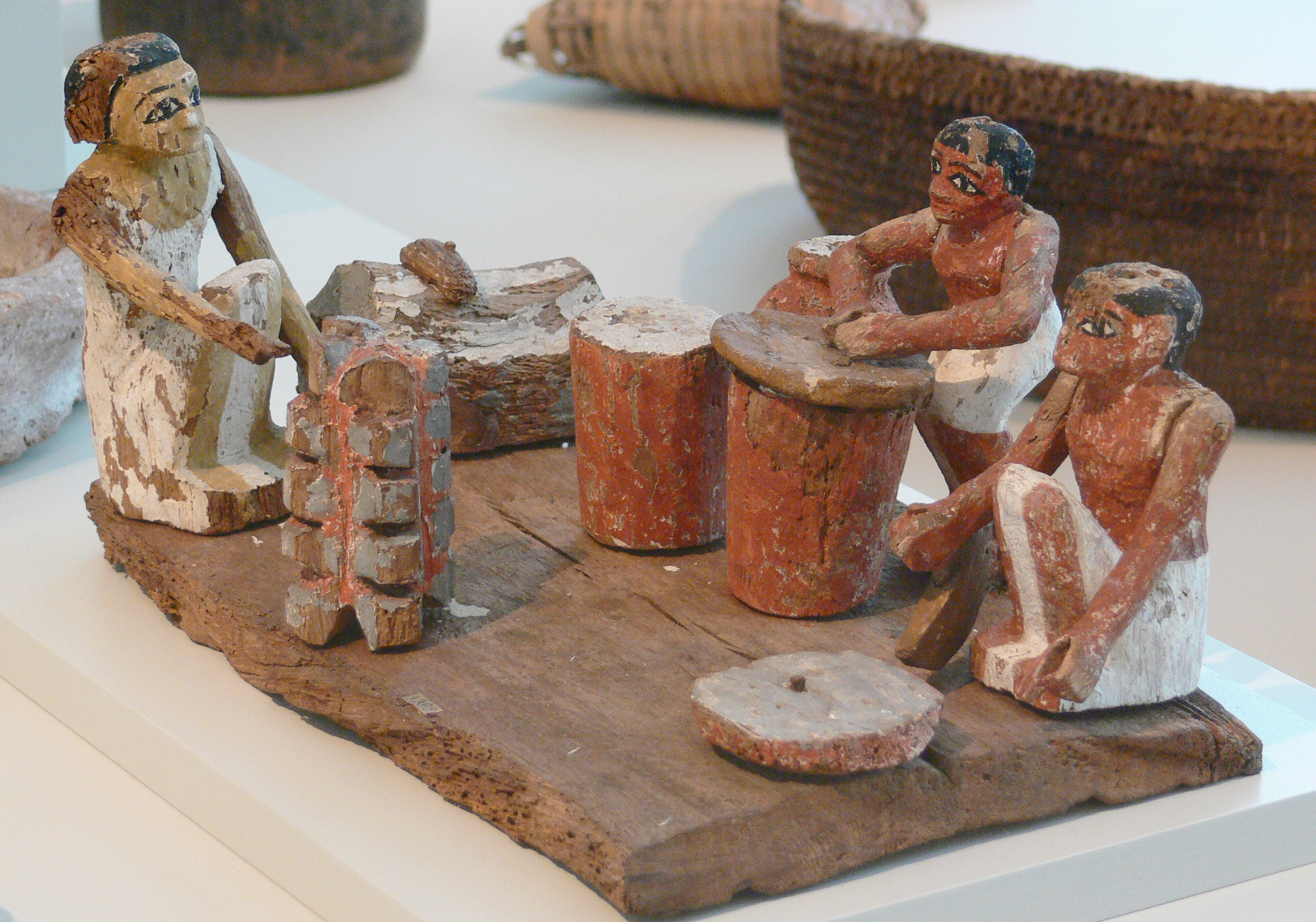
Modèle en bois d'une cuisine - - Ägyptisches Museum de Berlin

Parmi les métiers dans l'Égypte antique, il nous vient généralement à l'esprit les agriculteurs, à la base de la société, les scribes et les prêtres.
Si telle avait été la société aujourd’hui il nous serait impossible de contempler les imposantes pyramides, les grands temples dédiés aux dieux  ou encore les splendides trésors, tel que celui de Toutânkhamon, par exemple.
Nous ignorons souvent ces catégories de la population qui, par un travail souvent long, difficile, ou même, dans certains cas, très dangereux ont participé activement au développement de l'Égypte antique, de sa société, de son art et de son architecture.

### Les prêtres

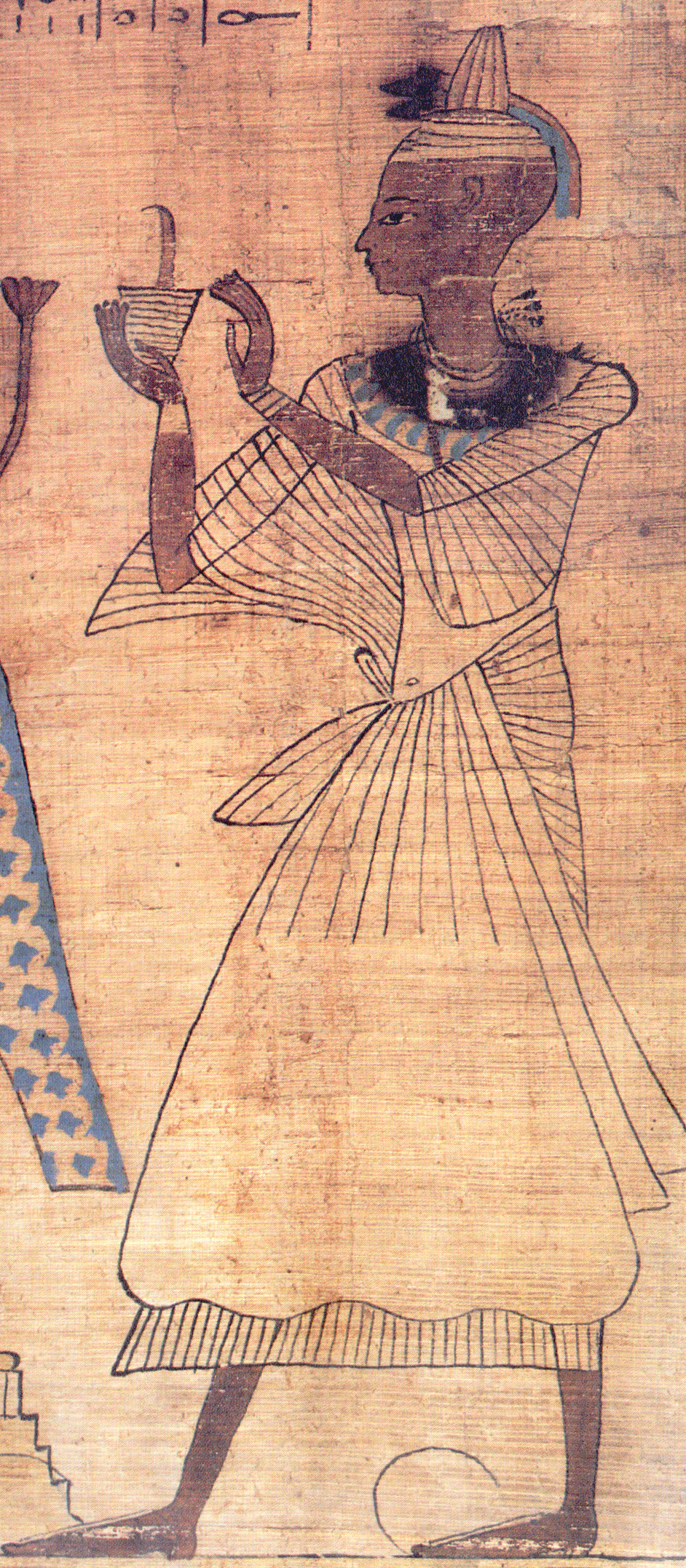
Penmaât, prêtre d'Amon - Vignette du livre des morts de Penmaât (-950)

## Les agriculteurs
Quoique le pouvoir central ait accompli d'importants efforts pour développer le système d'irrigation et assurer le stockage des récoltes en prévision des années défavorables, l'agriculture constituant la plus grande richesse du pays, la condition rurale n'était pas particulièrement enviable dans l'ancienne Égypte. Les époques ont cependant vu quelques transformations notables s'effectuer.
Durant l'Ancien Empire, la fonction d'agriculteur était assurée par des mrtw, lesquels, attachés à la terre, étaient soumis à des corvées, aux impôts et à l'entretien des fonctionnaires de passage sous la surveillance permanente des scribes royaux ou de leurs contremaîtres : aussi leur statut les rapproche-t-il davantage des serfs. À partir de la IVe dynastie, la situation des paysans se modifie positivement, grâce à la promulgation des chartes d'immunité. Au cours du Moyen Empire et du Nouvel Empire, ils jouissent d'une relative autonomie qui leur permet de s'installer sur des terres libres, ce qui apparente leur statut à celui des métayers. Leurs lopins de terre, placés sous la dépendance d'un domaine royal, religieux ou privé, étaient dûment répertoriés dans un registre cadastral, à partir duquel l'administration calculait pour chacune d'eux le taux d'imposition : chaque chef de famille responsable de son lot était ainsi obligé de s'acquitter des corvées obligatoires ainsi que de payer la redevance, en revanche il pouvait transmettre son bien - et les difficultés qui allaient avec lui - à sa femme ou à ses enfants. Un célèbre extrait offre la meilleure illustration de cette vie quotidienne :
« Le paysan gémit sans cesse, sa voix est rauque comme le croassement du corbeau. Ses doigts et ses bras suppurent et puent à l'excès. Il est fatigué de se tenir debout dans la fange, vêtu de guenilles et de haillons [...]. Lorsqu'il quitte son champ et rentre chez lui le soir, il arrive complètement épuisé par la marche. »
— Satire des Métiers, Papyrus Sallier II, British Museum, Londres, trad. Vernus, 2001

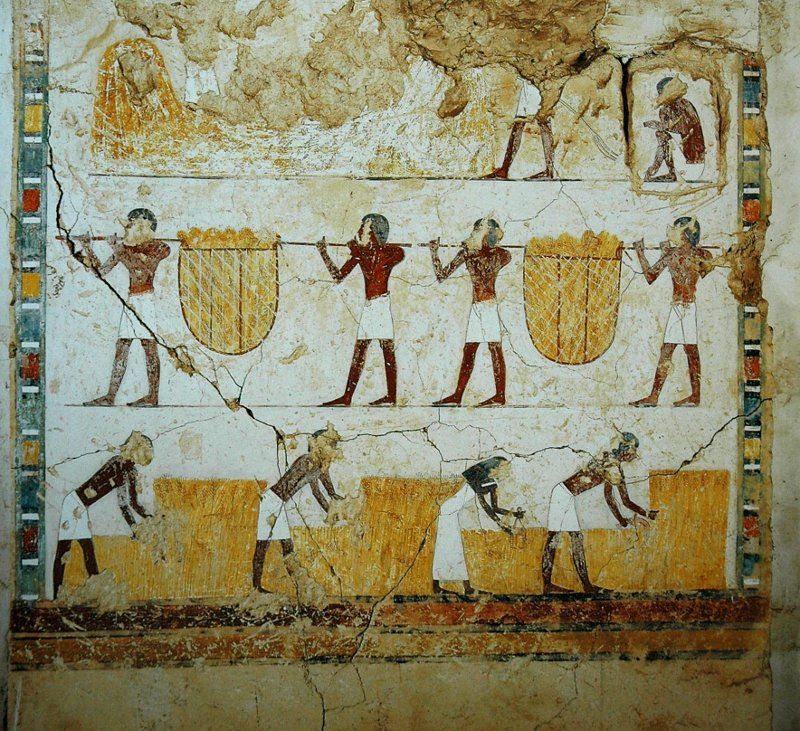
Récolte - Tombe d'Ineni (TT81), Thèbes-Ouest, Tableau 13

En insistant sur la pénibilité qui touche la vie des agriculteurs, ce texte n'en suggère que superficiellement les répercussions sur la santé. Selon les témoignages, la charge des soins médicaux au sein d'une collectivité de cultivateurs incombait à certains médecins, des professionnels envoyés par l'administration. Sous la IVe dynastie, on retrouve ainsi la trace d'un dénommé Methen, détenteur du titre de sounou gereget, dont les patients travaillaient dans un domaine agricole (gereget), propriété d'un maître du domaine, par lequel Methen était peut-être employé.
À l'instar des pêcheurs, c'était surtout leur environnement hostile qui était à l'origine des maux des paysans. L'enseignement de Khéty, ou Satire des métiers, cité plus haut, décrit avec précision les dangers qui guettaient le paysan au cours de ses longues et dures journées. Particulièrement redoutables, les animaux sauvages et en particulier les serpents qui pullulaient et, dans une moindre mesure, les scorpions ; encore plus impressionnants, les lions, dont on soignait la morsure à coup de vin, de morceaux de viande sanglants et éventuellement de cautérisation, comme décrit dans le papyrus Hearst (no 24).

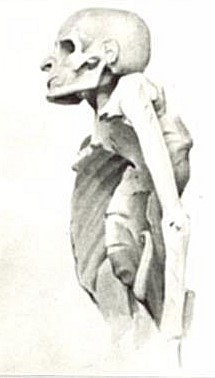
Atteinte vertébrale (mal de Pott) sur une momie égyptienne due à la tuberculose, dont le bacille se transmet de l'animal dans des conditions insalubres

Mais n'était pas à négliger l'attaque d'animaux domestiques comme des chiens, errants ou non, susceptibles de transmettre la rage - laquelle sévissait effectivement en Égypte comme le rapporte l'historien français de la médecine Théodoridès - ou encore des porcs, dont l'élevage s'est répandu dès le Nouvel Empire. Les animaux, et en premier lieu les rongeurs, engendraient également la dégradation de l'hygiène domestique, en particulier dans les campagnes. La chasse aux rongeurs qui s'attaquaient aux silos, énormément pratiquée par les Égyptiens, s'explique par la pénurie de nourriture, contrairement à l'idée d'abondance que véhiculent les représentations de victuailles dans les tombes. Le désastre d'une famine, due à des crues du Nil insuffisantes ou excessives, est décrit à maintes reprises dans les textes, par exemple sur une stèle ptolémaïque relatant les ravages de sept ans de disette sur la santé physique et morale de la population - et donc a priori surtout sur les agriculteurs -, sous le règne de Djéser :
« Les grains avortaient, les baies séchaient, tout ce qu'on avait à manger était insuffisant, tous les gens étaient frustrés de leurs revenus. Les adultes vacillaient. Quant aux vieillards, leur cœur était triste, les genoux ployés, assis par terre, les bras ballants. »
— La médecine en Égypte pharaonique - Thèse de docteur en médecine, G. Bontemps, Angers, 1990
Les déformations osseuses que devaient susciter la malnutrition sont détaillées dans diverses sources. Plusieurs sujets déterrés à Beni Hassan semblaient ainsi avoir des membres inhabituellement courts et des cyphoses dorsales suggèrent un rachitisme.

## Les artisans

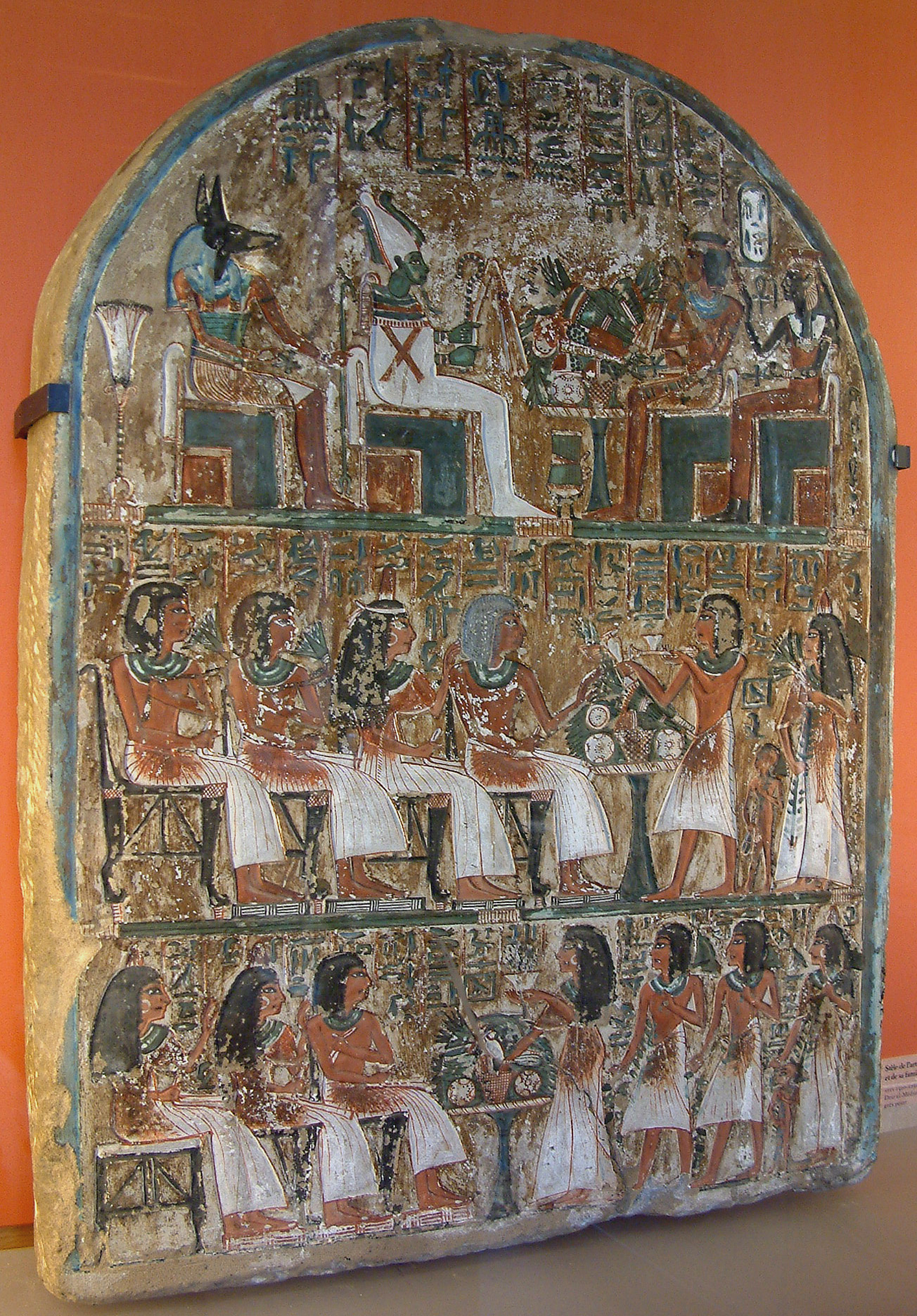
Stèle d'Irynefer, un artisan de Deir el-Médineh, avec sa famille et ses collègues - Musée du Louvre

La langue égyptienne ne différencie guère l'ouvrier de l'artisan ou de l'artiste : tous étaient désignés par le hiéroglyphe représentant l'outil métallique utilisé pour forer les vases de pierre : 
| U24 | G43 | X1 | A3 | Z3 |

| U24 | G43 | X1 | A3 | Z3 |

 probablement parce que les anciens Égyptiens ne concevaient pas qu'une création ne puisse exister que pour sa beauté, elle devait avoir une utilité. Seul le souci d'efficacité guide l'artisan, l'ouvrier dans son travail. Qu'il édifie un temple, sculpte une statue, modèle un vase ou creuse un tombeau, il se doit, tout en éternisant le réel, d'aider aussi l'homme à y gagner son immortalité. L'artiste en tant que tel n'existait pas, mais il avait parfaitement conscience de ses qualités et pouvait en tirer orgueil.
Irtysen, artisan de la fin de la XIe dynastie, précise :
« Je suis de plus un artisan qui excelle dans son art, au meilleur niveau de ses connaissances. Je connais les roubagou [?], je sais estimer les dimensions, retrancher et ajuster jusqu'à ce qu'un corps prenne place. Je connais l'allure d'une statue d'homme et la démarche d'une statue de femme, l'attitude de onze oiseaux, la convulsion du prisonnier isolé, le faire loucher, l'expression de la peur sur le visage des ennemis du Sud, le mouvement du bras de celui qui chasse l'hippopotame et le mouvement des jambes de celui qui court. Je sais faire des pigments et des produits insolubles à l'eau. Je ne révélerai cela à personne, excepté moi seul et mon fils aîné, le dieu ayant ordonné qu'il s'exerce en initié, car j'ai remarqué sa compétence à être chef des travaux dans toutes les matières précieuses, depuis l'argent et l'or jusqu'à l'ivoire et l'ébène. »
— Stèle d'Irtysen, musée du Louvre, Paris, trad. Letellier in Andreu, 1997, p. 80

### Le travail de la pierre

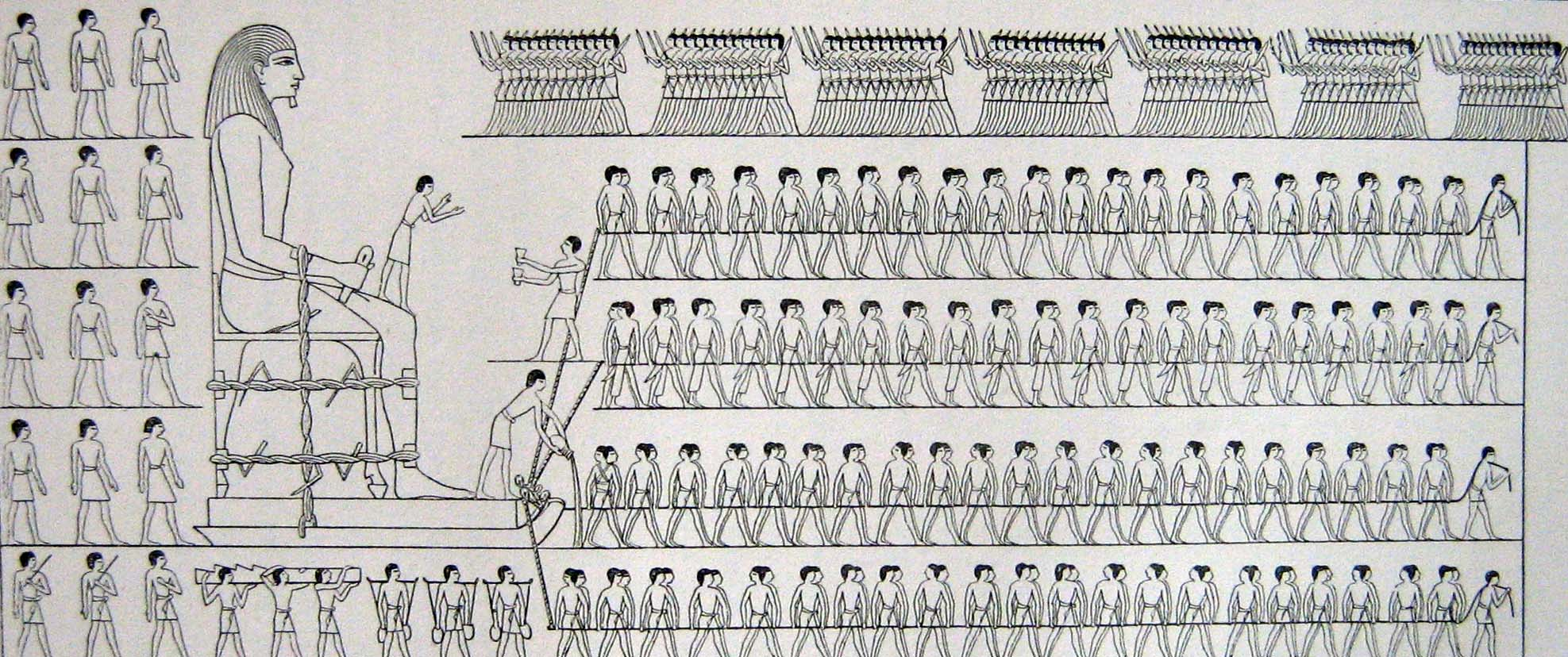
Transport du colosse de Djéhoutihétep II, dessin de John Gardner Wilkinson du relief d'El-Bersheh

La formation de ces artistes débute très tôt et, souvent, ils apprennent leur métier de père en fils, à moins de recevoir une instruction dans des ateliers. Aidés par des scribes pour les inscriptions hiéroglyphiques, ils sont aussi accompagnés par les dessinateurs, qui tracent les traits sur le support brut, et les peintres (cf. Peinture dans l'Égypte antique). Ils travaillent en équipe, sans véritable hiérarchie ni reconnaissance du travail personnel, d'où la faible quantité de sculptures possédant la griffe de leur auteur.
Vivant sous la dépendance du pharaon, les équipes de sculpteurs sont nourries, logées et vêtues. Cela témoigne d'une marque de respect envers eux. Qualifié de « sânkh », ce qui signifie celui qui fait vivre, le sculpteur a une fonction toute particulière qui est dû à la symbolique de la sculpture. À l'image de Ptah de Memphis, le dieu créateur par excellence et patron des artisans, le sculpteur organise la matière.
Bien des ouvrages sont taillés dans les diverses pierres que les sculpteurs possèdent : calcaire, diorite, basalte, albâtre, granite, schiste, grès, quartzite, etc. Les sculpteurs forment une corporation importante. Leur maîtrise de ces matériaux est grande : les artisans savent aussi bien créer des vases miniatures, des délicats bas-reliefs que des statues monumentales. En témoignent les colosses de Memnon, sur la rive ouest de Thèbes, faits dans deux blocs de brèche siliceuse de quartzite venus d'Héliopolis, comme l'indiquent les chroniques d'Amenhotep III : « Ma Majesté l'a pourvu de statues, au moyen de la pierre que j'avais rapportée de la Montagne Rouge. Lorsqu'on les vit en leur place, la liesse fut grande à cause de leur haute taille ».

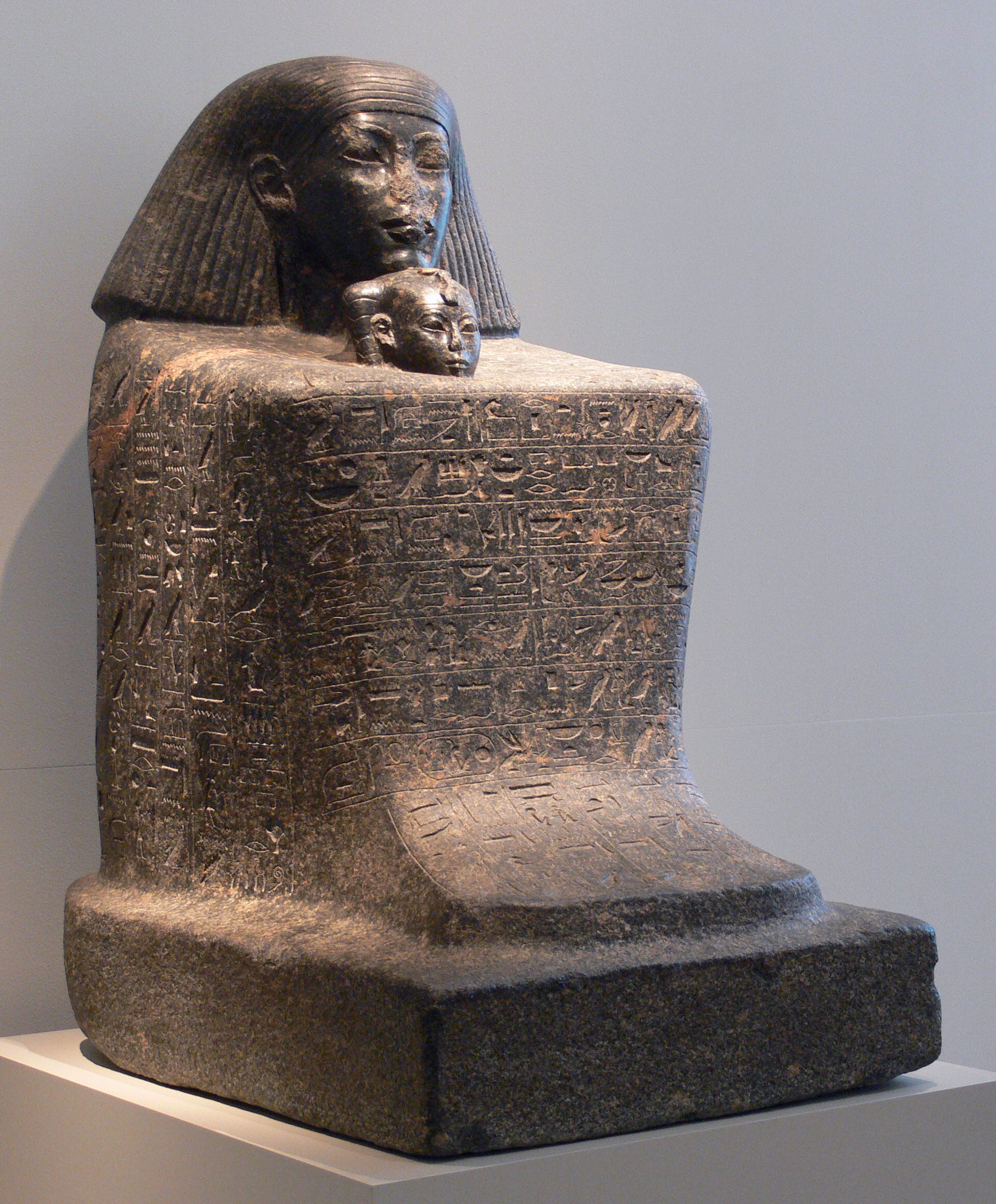
Statue cube de Sénènmout, architecte de Hatchepsout - Musée égyptien de Berlin

Les outils métalliques sont peu nombreux : ils se limitent au ciseau, instrument long et court qui intervient dans la taille des surfaces de calcaire, à la scie, avec ou sans dents, qui est utilisée avec un mélange abrasif de gypse, à la broche, une barre pourvue d'une tête à maillet idéale pour le dégrossissage, et au foret, une pointe utile pour faire des trous, des outils bien inférieurs vis-à-vis de la tâche qu'ils sont censés remplir. Ceci est d'autant plus vrai à l'Ancien Empire, où seul le cuivre est connu dans la vallée du Nil. Le bronze n'apparaît que vers 2000 ans avant notre ère, et le fer pénètre sous le règne de Toutânkhamon pour ne se développer qu'entre -1000 et -600. Viennent s'y ajouter des pics, pilons et marteaux en basalte, en diorite ou en dolérite - assez dures pour entamer du granite, du basalte ou du quartzite - qui permettent de marteler les blocs.
Les ouvriers choisissent leur position de travail en fonction de la taille de la pièce à créer, debout ou assis sur un tabouret lorsque la sculpture ne dépasse par la taille d'un homme. Si la forme s'y prête, ils s'installent directement sur le bloc ; c'est ainsi que, sur les sphinx monumentaux, on peut voir des hommes assis sur le dos ou les pattes de l'animal. Quant aux travaux colossaux, ils nécessitent souvent des échafaudages, où peuvent travailler toute une équipe de travailleurs menée par un maître sculpteur.

### Le travail du métal
Les métallurgistes, qu'il s'agisse des ouvriers qui traitent le métal à froid ou des fondeurs, sont relativement bien connus, mieux en tous cas que les verriers ou les faïenciers. Bien que sporadiques, les quelques scènes répertoriées permettent d'appréhender les techniques utilisées pour mouler et manier les métaux : bronze et cuivre, mais aussi or, argent et électrum.

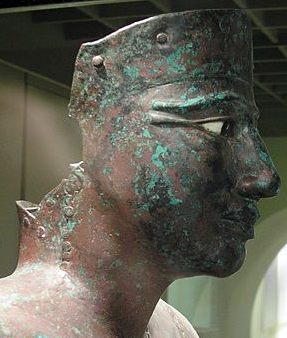
Statue en bronze de Pépi Ier - Musée du Caire

Avant tout, la distribution du matériau brut s'impose aux artisans. Cette scène apparaît dans la tombe de Rekhmirê : un scribe prend note des quantités d'or et d'argent qu'il confie à chaque ouvrier, sous forme d'anneaux, de lingots et de pépites - certains papyrus découverts à Deir el-Médineh suggèrent que ce document sert aussi bien à vérifier, en fin de travail, le poids de l'œuvre achevée pour s'assurer qu'aucune once n'a été dérobée, qu'à la comptabilité de l'institution - tandis qu'un assistant stabilise le peson de la balance.
Une fois approvisionnés, les artisans rejoignent leur établi afin de façonner l'objet qui leur a été dicté par leur supérieur ou un commanditaire extérieur. Dans la fabrication des fils, des barres, des plaques ou des feuilles, puis des récipients ou de la vaisselle en général, on pratique le martelage. Pour ce faire, l'homme s'agenouille devant une sorte d'enclume qui peut être soit une simple pierre plate ou un billot protégé par un linge, soit un appareil complexe permettant l'élaboration de formes plus sophistiquées. L'enclume consiste alors en un bâton plus ou moins épais, recouvert d'un linge pour protéger le métal des rayures, fiché dans le sol et maintenu par un support conçu pour permettre de donner différentes orientations à l'enclume au fur et à mesure que progresse le travail. Pour la frappe du métal, une pierre dure tenant lieu de marteau est employée, pierre que l'ouvrier a pris soin d'envelopper de tissu ou de cuir.
À proximité des artisans, se trouvent souvent un ou deux petits fourneaux mis à la disposition des orfèvres. Ces foyers servent aussi bien à assouplir le métal en cours de travail, qu'à ajuster un bac ou une anse à l'objet ; par exemple, la soudure s'effectue lors de la fabrication d'un récipient en or, grâce à un mélange d'or et d'argent, parfois enrichi de cuivre. Quelle que soit la manipulation à réaliser, l'artisan s'empare de son ouvrage avec une pince en bronze et le maintient au-dessus du foyer le temps nécessaire. Lorsqu'on manipule un objet en or, la rapidité et l'efficacité sont d'une importance cruciale, car l'or, qui n'atteint sa température de fusion qu'à 1 063 °C, résiste davantage à la chaleur que le bronze qui fond dès 1 030 °C ; aussi, si l'on tarde trop, la pince risque-t-elle de fondre avant la fin de la soudure. Une fois le récipient fini, afin de lui apposer sa dédicace, l'orfèvre cisèle délicatement avec un stylet très fin et d'un léger percuteur les signes dans le métal qu'il a lui-même travaillé. 
« J'ai vu le fondeur au travail, à proximité de l'ouverture ; ses doigts sont comme des excréments de crocodile. Il est plus puant que des œufs de poisson. »
— Satire des Métiers, Papyrus Sallier II, British Museum, Londres, trad. Vernus, 2001, p. 183

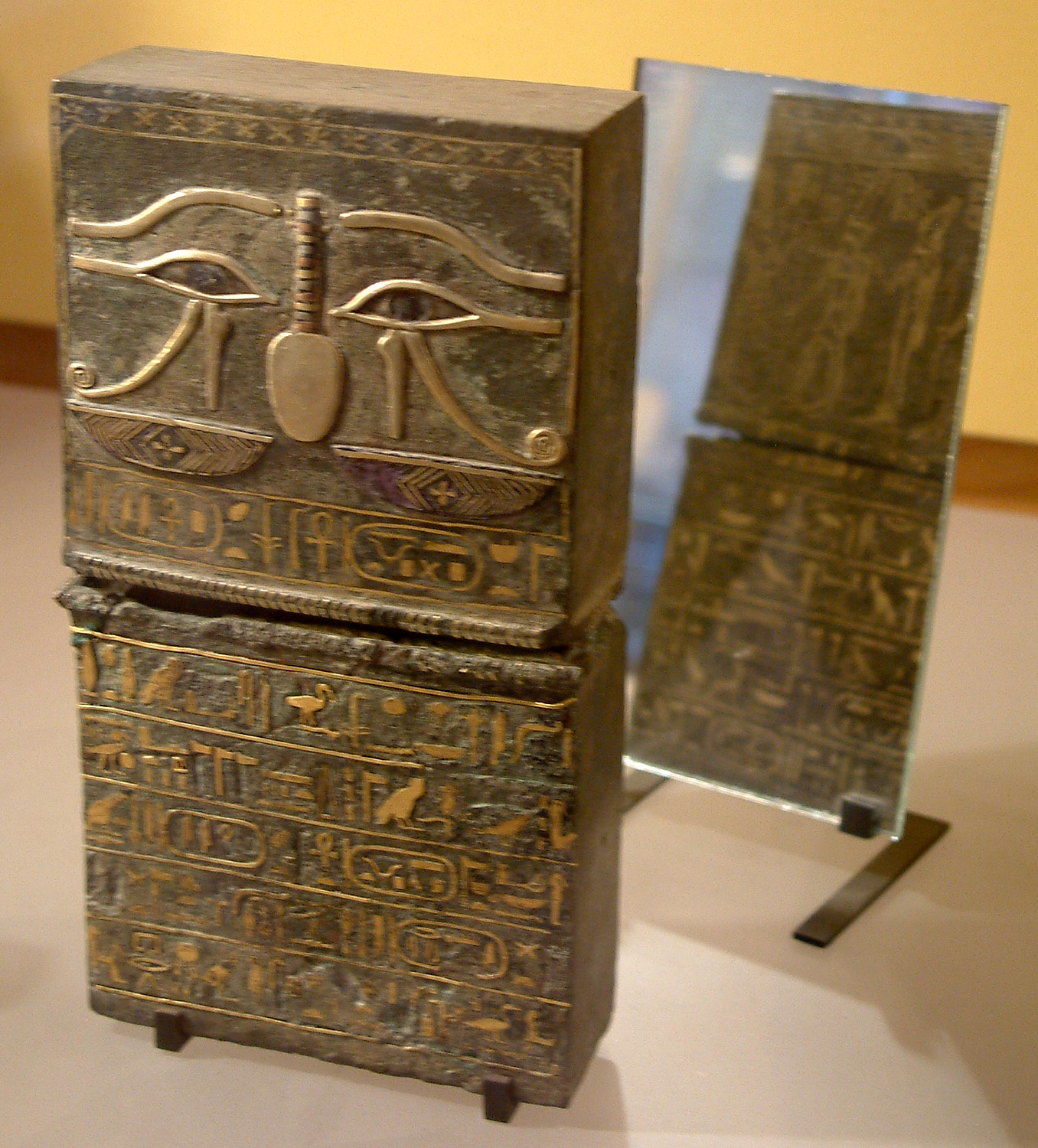
Coffret, incrusté d'ivoire, de bronze d'argent et d'or, au nom de Chepenoupet II - Musée du Louvre

Auprès des orfèvres qui manient les métaux refroidis apparaissent occasionnellement les fondeurs, métier visiblement rude et très ingrat. Qu'importe l'époque étudiée, la fonte s'effectue à feu libre : l'ouvrier introduit le métal dans un creuset qu'il place ensuite sur un foyer. En revanche, la façon d'activer les flammes pour obtenir la température de fusion, elle, évolue au fil des siècles. Dans le mastaba de Mérérouka (Saqqarah-Nord), vizir sous le règne de Téti, six hommes se tiennent de part et d'autre d'un foyer ; ils soufflent dans de longs chalumeaux en bois munis, à leur base, d'un manchon en poterie ou en limon destiné à protéger du feu le tuyau. Fort contraignant pour le souffleur, lequel devenait généralement aveugle à moins de mourir avant d'une maladie respiratoire, ce procédé est remplacé à partir du début du Nouvel Empire par une méthode plus ingénieuse, notamment figurée dans la tombe de Rekhmirê, dont l'atelier de fonderie s'est engagé dans de lourds travaux :
« Ils portent le cuivre asiatique dont Sa Majesté s'est emparée lors de sa victoire sur le pays de Réténou, pour couler les deux portes du temple d'Amon à Karnak, dont la surface sera recouverte d'or à la ressemblance de l'horizon des cieux. C'est le maire de Thèbes et vizir Rekhmirê qui a (organisé ?) cela. »
— TT100 de Rekhmirê, Cheikh Abd el-Gournah, Thèbes-Ouest, règne de Thoutmôsis III, trad. James, 1999, p. 193
Pour ces deux portes, la fonte monopolise une vingtaine d'artisans. Dans l'atelier, quatre foyers brûlent en simultanée. Afin d'en attiser les braises, les souffleurs n'opèrent plus grâce à des chalumeaux, mais des soufflets à pied ; ils fonctionnent par paire, qu'un seul homme active chacune. Ce type de soufflet, par ailleurs très efficace - et encore utilisé aujourd'hui -, comporte un seul inconvénient, à savoir la nécessité de changer souvent le roseau, car celui s'abîme rapidement à cause du feu avec lequel il est en contact permanent. Une fois le métal porté à incandescence, deux artisans utilisent de longues tiges flexibles en métal afin de transporter le creuset brûlant, dont, moult fois précautionneux, ils versent ensuite le contenu en fusion dans la matrice à travers de petits entonnoirs en terre cuite.
Certains spécialistes considèrent que la simplicité du procédé interdit d'imaginer que les Égyptiens du Nouvel Empire aient pu façonner de telles portes. Néanmoins, ces lourdes portes se retrouvent à maintes reprises dans les textes ; il est donc peu probable que ce soit une simple vue d'esprit. Par surcroît, la technique décrite ici permet de fabriquer n'importe quel objet - casque, sceau, statue ou couronne -, du moment que le moule a la forme qui convient. En outre, les artisans égyptiens savent nieller les métaux, former des perles, les tréfiler à l'aide d'une filière, les repousser et les incruster, de même que la technique de l'estampe, du damasquinage ou de la réalisation de granules ; toutes ces opérations ont également lieu pour produire les bijoux, le matériel cultuel, la vaisselle, les armes, les ornements de mobilier, les parures funéraires, etc.

### Le travail du bois
La corporation des artisans du bois, qui s'occupe de menuiseries, charpentes et ébénisteries, réunit des individus dont la maîtrise couvre ces trois domaines d'activité, indifférenciés aux yeux des Égyptiens anciens, qui leur confient donc sans distinction la confection d'un meuble, le façonnage d'une poutre pour bateau et la décoration d'un panneau de marqueterie.

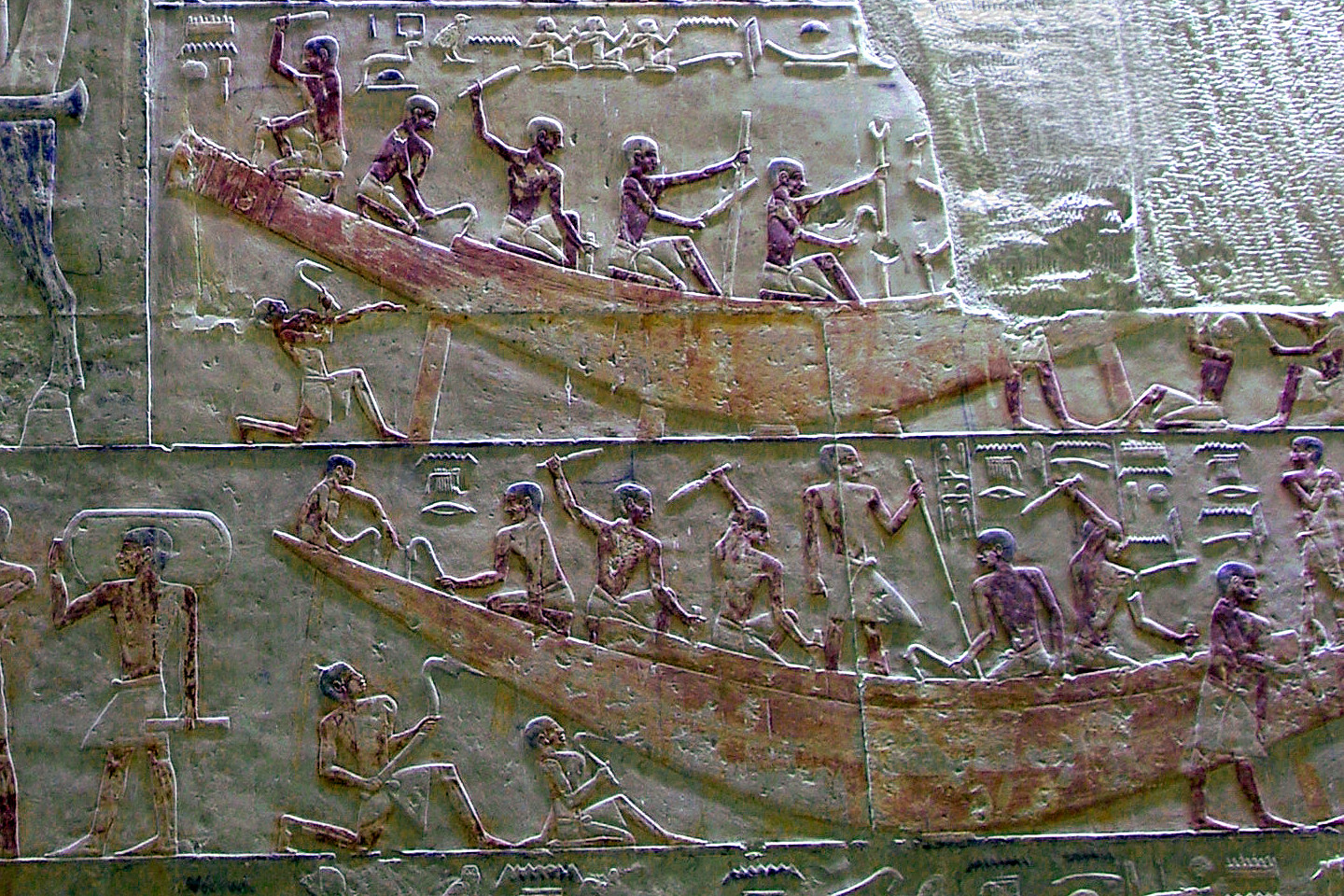
Fresque du mastaba de Ti à Saqqarah, construction de bateaux.

Le type d'objet à fabriquer détermine le choix l'essence. Le genévrier et le chêne, importé de Phénicie et de Syrie, fournissent le bois nécessaire à l'ameublement funéraire, alors que le cèdre du Liban, résistant aux insectes et aux champignons, est réservé à la construction navale, aux grands travaux et au mobilier sacré. Pour les statues, les tables, les coffrets et les petits objets quotidiens, le sycomore et le tamaris sont utilisés, préférables parce que souples et faciles à travailler. Le bois du palmier-dattier, à la texture fibreuse, est employé pour les poutres et les charpentes, tandis que celui du palmier-doum, plus dur et plus compact, sert plutôt aux travaux de menuiserie. Les bateaux, les cercueils, les tenons et les mortaises sont fabriqués en acacia, au bois lourd et solide ; les chars, les arcs et l'armement en frêne ; le bois d'œuvre provient des pins de Syrie ; et la marqueterie emploie généralement du buis. Quant au lourd et cher ébène de Nubie, bois foncé à la texture fine mais compacte, duquel les artisans extrayaient certains cercueils, les meubles les plus coûteux et les statues divines ou royales.
Dans les ateliers institutionnels, une grande force physique n'est pas vraiment exigé, plutôt de la minutie, de la délicatesse et de la dextérité. Les professionnels, sous l'apanage du chef d'atelier, après avoir reçu l'approbation de celui-ci pour leurs projets, s'occupent de la matière première dès qu'elle leur est livrée. Les travaux préliminaires pour la débarrasser de son écorce et de ses branchettes et exécuter une première coupe se font à l'aide d'une hache puis d'une grosse herminette. Le débitage en planches ou en tronçons plus maniables s'effectue à la scie égoïne. Une fois découpé en planches, le bois est travaillé avec de petites herminettes, très précises et poncé avec un polissoir en pierre. L'équipement des ouvriers est également pourvu, outre des niveaux et des équerres pour vérifier la régularité du travail, de forets à archet, de ciseaux et de maillets, qui permettent d'assembler les éléments entre eux, avec les chevilles, les queues-d'aronde, les clefs à clavette, etc. ou des points de colle animale, des liens en cuir, en lin, voire en cuivre, rarement les clous sont utilisés, sauf pour fixer des plaques métalliques.

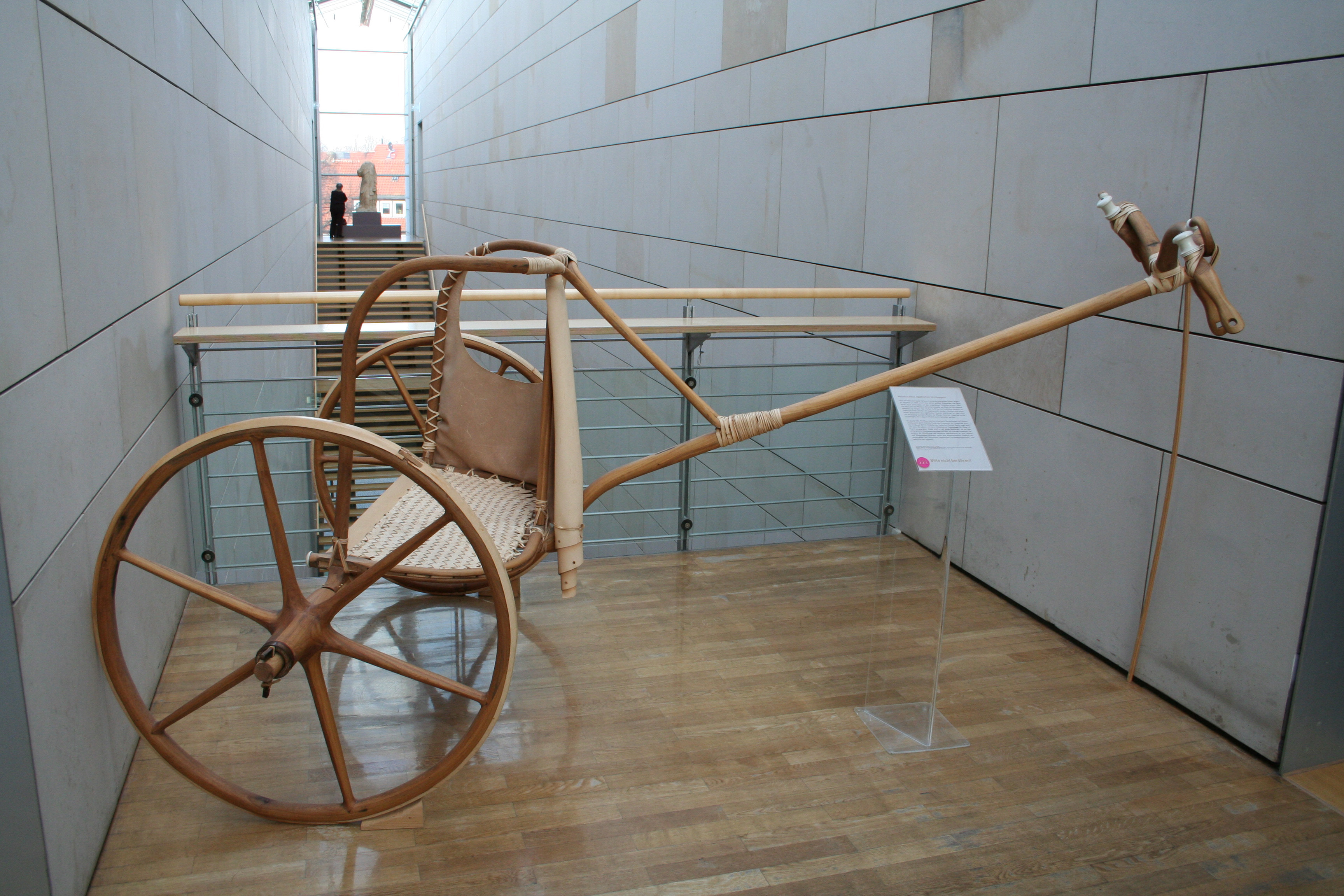
Char reconstitué - Roemer-und Pelizaeus-Museum de Hildesheim

Avec l'introduction des chars à la fin de la Deuxième Période intermédiaire, un nouveau métier apparaît en Égypte : celui de carrossier. Le montage de deux roues, qui doivent être parfaitement rondes et identiques, réclame en effet un savoir-faire particulier ; chacune d'elles est composée de plusieurs segments équivalents, sciés dans une épaisse planche et minutieusement joints. La stèle de Hor (XVIIIe dynastie - Musée du Louvre), le propriétaire d'un atelier d'armes, indique que les arcs, les flèches, les chars (caisses, barres d'appui et roues) et cannes sont réalisés dans un même lieu et par les mêmes artisans. Ils bandent des arcs pour essayer leur élasticité, chauffent des écorces pour les assouplir, soupèsent des flèches, rabotent les hampes encore trop épaisses, vérifient si des javelots sont bien droits, etc.

### Le travail du cuir
Le traitement des peaux remonte au néolithique en Égypte. Les travailleurs fabriquent toutes sortes d'objet en cuir, qu'ils consolident parfois avec des clous ou des bordures métalliques. Quand la peau est tachetée, ils évitent d'enlever les poils et la réservent aux boucliers, aux carquois et aux gaines de miroirs. La peau de léopard, importée de Nubie ou du pays de Pount est tenue pour particulièrement précieuse, elle revient souvent au clergé. Le cuir fin, qui peut être teinté ou imprimés de motifs, permet de garnir les ourlets et le linge, recouvrir les chars ou confectionner des pagnes militaires, des courroies, des ceintures, etc., tandis que le cuir moins souple est exploité pour faire des sandales, et le cuir blanc, pareil au parchemin, sert de support d'écriture. Les peaux de chèvres, assez communes, sont utilisés pour les outres et les bandages des roues.
Après que la peau ait été étendue sur un chevalet horizontal et soigneusement raclée, la graisse, dans le chamoisage, assouplit le matériau, mais il est possible que le sel et l'urine aient aussi été employés. Sinon, les travailleurs trempent dans ce but le cuir dans une décoction à base de cosses d'acacia, contenant une certaine quantité de tanins. Une fois ramollie, la peau est étendue sur un chevalet vertical et encore davantage assouplie par étirement, ce qui la rend imperméable et imputrescible, puis vendue aux artisans. Le cordonnier par exemple, au métier ingrat, place le cuir sur son établi et le découpe en semelles ou en fines lanières à l'aide d'un tranchet, perce des trous avec l'alêne dans la semelle et y passe les courroies avec les dents.

### Le travail de la glaise

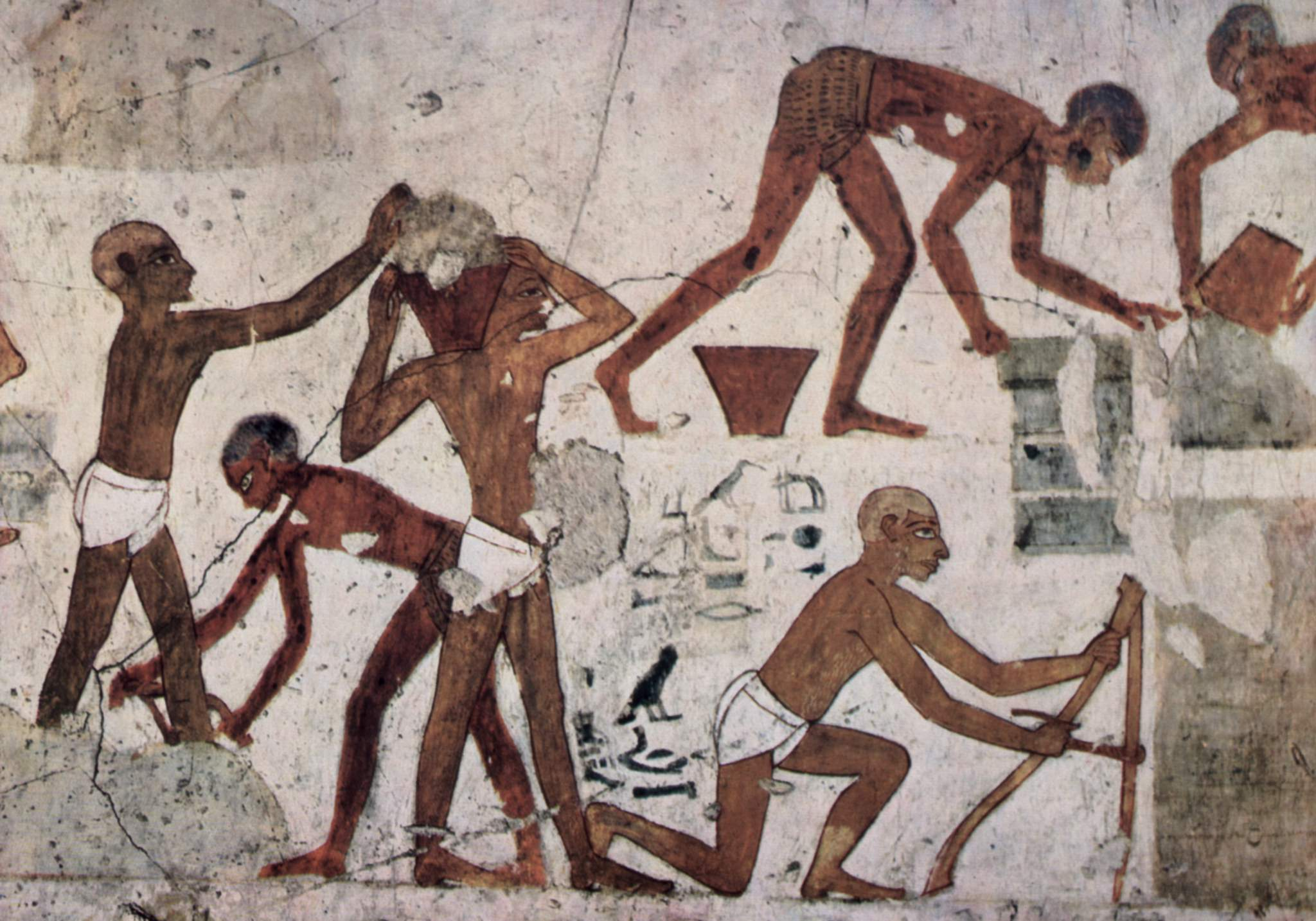
Peinture de la tombe de Rekhmirê, fabrication de briques

De la même manière que la langue ne différencie par l'artisan de l'ouvrier ou de l'artiste, elle ne distingue pas non plus le potier du maçon,
| M17 | Aa28 | D46 · N33 | G43 | A35 | G43 | A1 | Z3 |

| M17 | Aa28 | D46 · N33 | G43 | A35 | G43 | A1 | Z3 |

Comme matière première, ils utilisent tous les deux le limon du Nil, extrêmement abondant sur les rives du fleuve. Strabon prétend (Géographies, XVII, 2, 5) que l'argile se pétrit avec les mains.
Les formes les plus rudimentaires, aussi bien les coupelles que les petits godets, sont juste modelées manuellement, comme les figurines ; mais dès que le récipient s'agrandit, se complexifie, l'argile est façonné sur un tour, un simple disque de bois tournant sur un pivot, actionné, non pas avec les pieds, mais avec une main, pendant que l'autre travaille. C'est ainsi qu'œuvre le divin potier, Khnoum, qui a créé l'humanité ainsi. Sous les doigts du potier naissent bols, plats, assiettes, marmites, vases, cruches, brocs, gobelets, coupes, jattes, tasses... Après les finalisations à la main, les poteries sont séchées puis cuites dans, ou sur, un four en briques. Elles sont ensuite conservées soit sur un support annulaire, plantées dans le sol ou suspendues à un filet, loin des bêtes et des insectes.

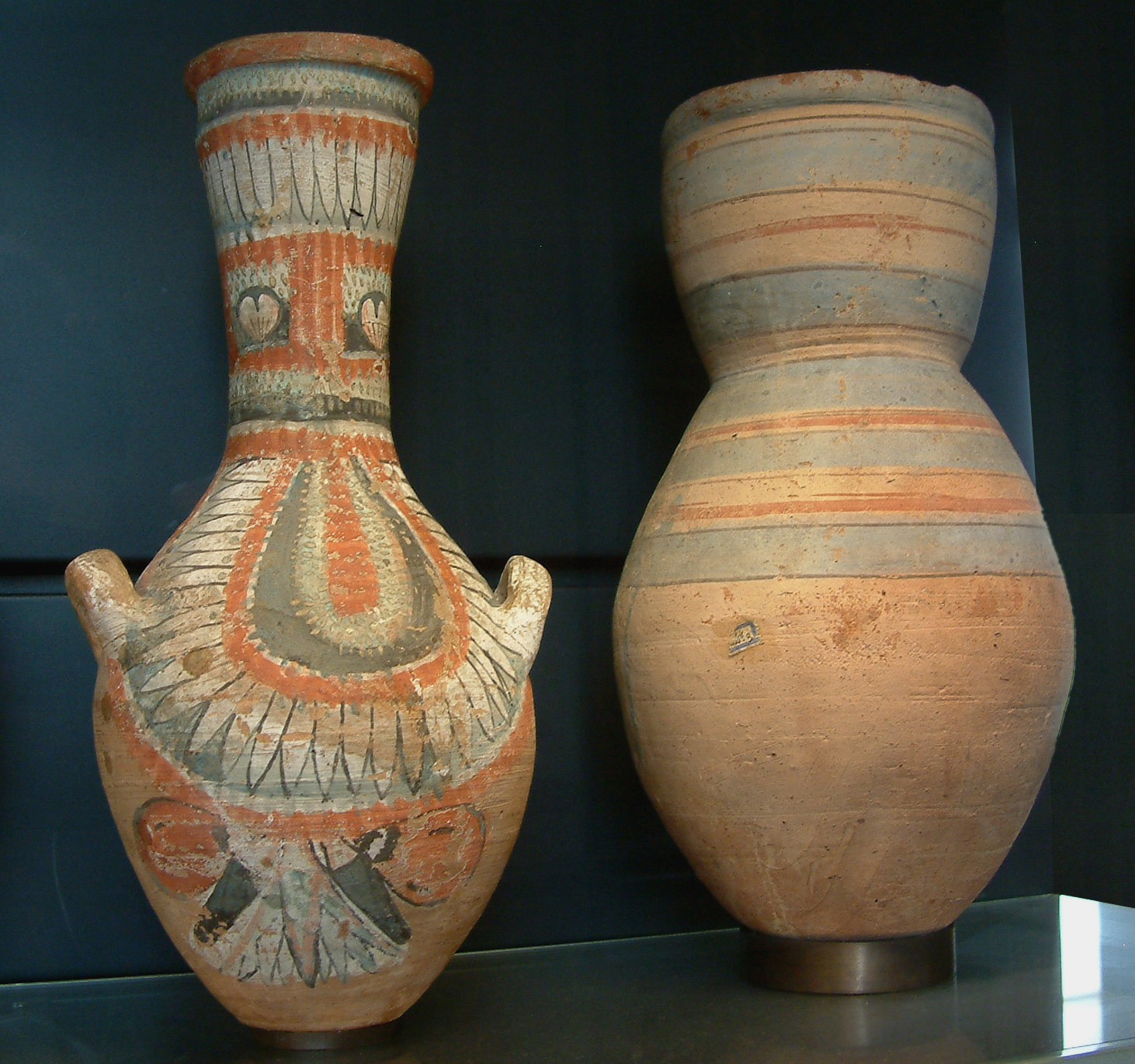
Pots de terre cuite peints (Musée du Louvre)

Quant au maçon, son travail consiste à mouler et à poser les briques crues, issues d'un mélange de limon, de sable et de paille, élément structurant qui empêche l'apparition de craquelures. Pétrie, la matière est jetée dans les moules en bois sans fond, l'excédent est enlevé avec une palette et les moules sont ôtés d'un mouvement sec. Le temps d'exposition nécessaire au séchage varie entre six et huit jours. Les briques seront utilisés à l'édification des maisons, des bâtiments, des rampes, des enceintes, etc.

## Les autres métiers

### Les carriers
Le calcaire, roche de construction par excellence, était très présent dans la zone de Memphis, ainsi qu’au sud de Thèbes. Il y avait bien évidemment du calcaire de meilleure qualité, utilisé notamment pour le revêtement extérieur des pyramides de Gizeh, que l’on pouvait trouver à Tourah ou dans les carrières de Rohannou.
Le granit lui aussi était une roche très recherchée, pour la construction du noyau des pyramides ainsi que la construction des obélisques. On en trouvait dans la zone d’Assouan ou l’on pouvait se procurer du granit de trois variétés différentes : le granit rose, gris et noir.
En Moyenne-Égypte, on pouvait également se procurer de l’albâtre, utilisée notamment pour les vases canopes.
Il y avait bien évidemment de nombreux autres types de roche tels que la diorite (plus dure que le granite), le basalte, le quartzite et le schiste.
L’exploitation d’une carrière n’était ni régulière ni permanente. Lorsqu'il était nécessaire de s’approvisionner en granit, par exemple, le pharaon décidait alors d’envoyer une expédition s’en procurer. Ces expéditions étaient assez impressionnantes par le nombre de personnes qu’elles pouvaient réunir. Une expédition réunie par Ramsès IV était par exemple formée par plus 9 000 hommes. Sésostris[Lequel ?] envoya, lui, une expédition de 18 000 hommes dans les carrières de Rohannou, ils rapportèrent cent cinquante statues et soixante sphinx qu'ils avaient taillés sur place. Parmi ces hommes il y avait une grande majorité de soldats destinés à protéger l’expédition d’éventuelles attaques, il y avait également des hommes des temples, des auxiliaires étrangers et des fonctionnaires du gouvernement central.
En revanche les spécialistes du travail de la pierre n’étaient qu’une infime minorité. Parmi eux des tailleurs de pierre, des dessinateurs, des graveurs.
Les roches se présentent sous la forme de filons ou bancs horizontaux. Les méthodes de travail de ces carriers sont assez limitées voire primitives, on choisit des blocs détachés qui ont la taille désirée et on les extrait à l’aide de traineaux tirés par la plus grande partie des hommes de l’expédition. On peut également détacher les blocs en faisant des entailles ou l’on enfonce des morceaux de bois que l’on mouille jusqu’à ce qu’ils gonflent et fassent éclater la roche.

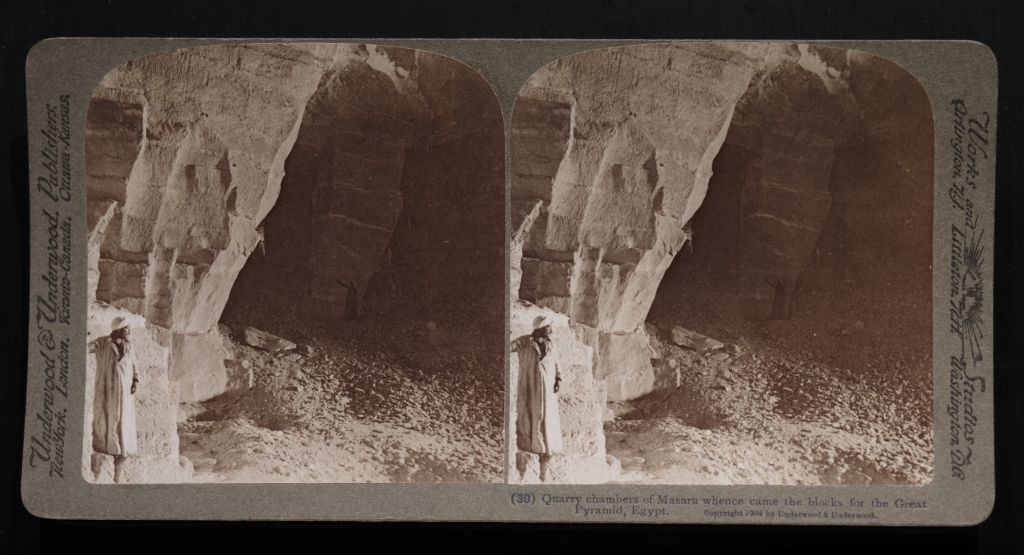
Carrières de Masara d'où viennent les blocs de la grande pyramide - Photographie de 1904 - TIMEA

Les blocs situés en hauteur doivent, eux, être descendus, mais, dans la plupart des cas, ils se brisent. C’est pour remédier à ce problème qu’a été inventé le chemin de terre incliné afin de faire rouler les blocs, posés sur des traineaux, sur des rondins en bois.
Les blocs sont ensuite transportés par voie terrestre jusqu’au Nil où ils étaient embarqués sur de grands bateaux, chalands, destinés à supporter la charge de blocs pouvant peser jusqu’à plusieurs tonnes dans certains cas. Ces chalands sont remorqués par d’autres bateaux. Mais dans la plupart des cas les blocs sont taillés sur place en leur donnant la forme désirée : sphinx, statue, obélisque. Il arrive que lors du travail des fissures apparaissent, dans ce cas le bloc est tout simplement abandonné. C’est le sort qu’a subi l’obélisque inachevé d’Éléphantine qui aurait mesuré quarante deux mètres s’il avait pu être terminé et dressé. En découvrant qu’il était fissuré et qu’il risquait de se briser les artisans et carriers préférèrent se résigner à l’abandonner.
Pour ce qui est des conditions de vie et de travail des carriers, la question est simple. Dans la plupart des cas il s’agit de prisonniers de guerre. Leur espérance de vie n’est pas bien longue en raison des difficiles et pénibles conditions de travail dans des zones presque exclusivement désertiques. La chaleur et la déshydratation sont les principales causes de décès devant les accidents liés à la chute de blocs de roche.

### Les pêcheurs et les chasseurs
Primordiales à la préhistoire, la pêche et la chasse constituent encore à l'époque historique des activités majeures de l'économie égyptienne. Si, aux temps les plus reculés, elles remplissaient des buts purement alimentaires, il n'en va pas de même au fur et à mesure que la société évolue, et que l'élevage se développe. Bientôt, la pêche dans les marais et tout particulièrement la chasse dans le désert deviennent des loisirs privilégiés du pharaon et des notables du pays.

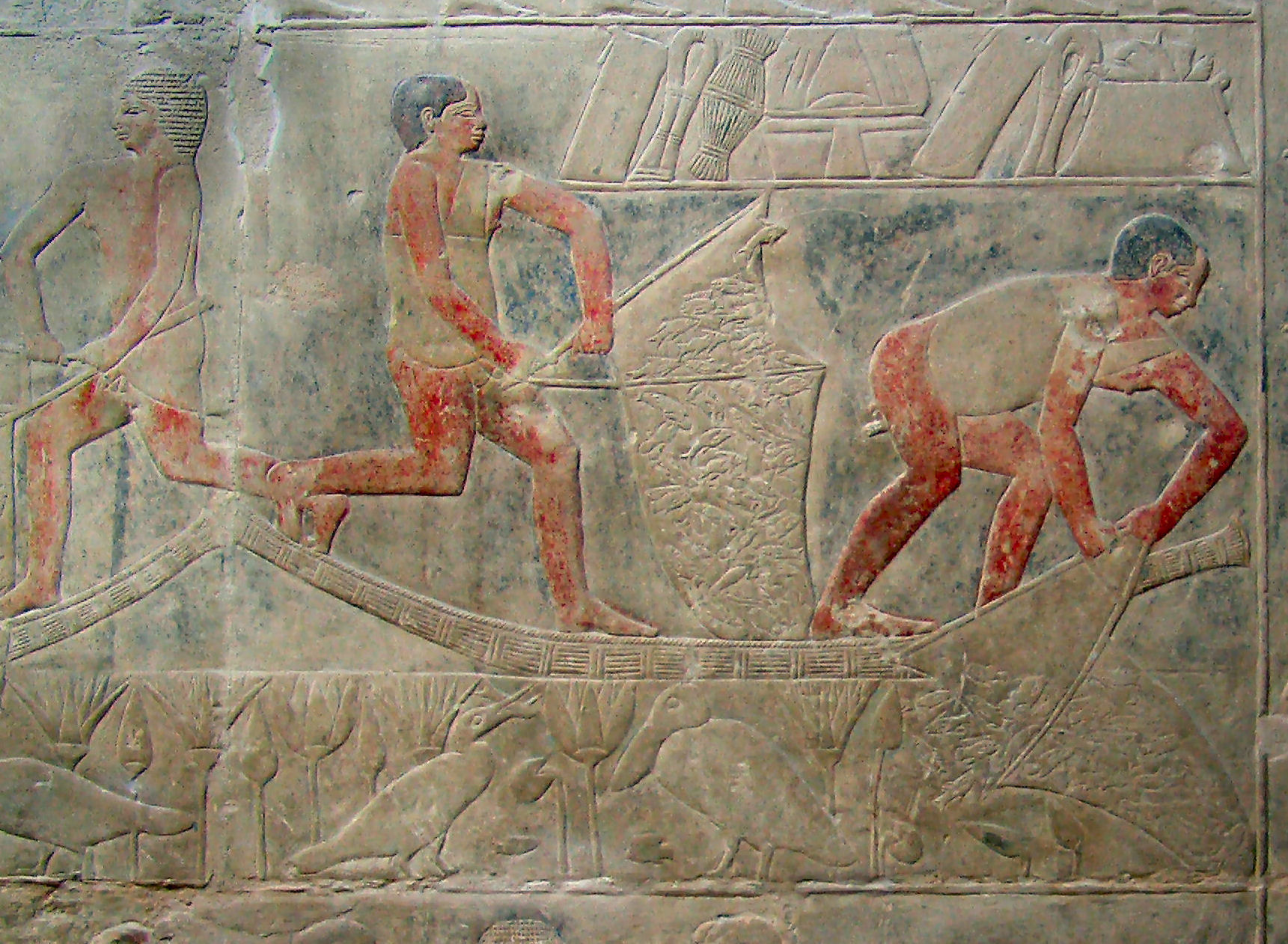
Scène de pêche - Tombe de Mérérouka à Saqqarah

Les scènes des tombeaux présentent souvent les pêcheurs dans les marais et dans les canaux du Nil, mais pas en mer. Rien ne permet d'affirmer que cette activité a eu lieu, mais pas de l'infirmer non plus. Parmi les poissons qui sont pêchés, se trouvent les mulets, les anguilles, les gros chromis, les tanches, les silures, les mormyres, les alestes, les carpes, les perches du Nil, les tétrodons, etc.
Les techniques de pêche n'ont guère évoluées depuis l'Ancien Empire. Les habitants des marais, qualifiés de « preneurs d'oiseaux d'eau et de poissons », travaillent généralement en groupe. Le procédé le plus efficace demeure la pêche à la senne, laquelle nécessite une dizaine d'hommes, deux canots et un chalut, vaste filet qui est tiré entre les deux embarcations, puis remorqué jusqu'à la berge, fourmillant de prises. La pêche à la nasse, moins pénible, utilise une grande bouteille en osier, dont l'extrémité se referme sur le poisson qui rentre à l'intérieur, aussi bien en eau profonde que sur les rivages du fleuve. La pêche à la ligne et au haveneau, individuelles, sont employées plutôt pour subvenir aux besoins personnels. De tous les systèmes de pêche et de chasse connus, le plus ancien est sans aucun doute le harpon, qui se manie pour prendre les poissons de grande taille, et pour chasser les hippopotames, mammifères redoutables et dangereux. Les pêcheurs criblent ces animaux de crochets de métal jusqu'à ce qu'ils deviennent inoffensifs puis les achèvent à coups de lance.
Le gouvernement égyptien, ainsi que diverses institutions - surtout religieuses - possédaient des équipes de pêcheurs chargés de l'approvisionnement en poissons, lesquels, à moins d'être destinés au culte divin, étaient redistribués à titre de salaire ou de repas quotidien au personnel. Étant la principale source de nourriture après les céréales, et la plus abondante, les documents économiques mis à jour en Égypte semblent suggérer que, durant l'Ancien Empire, le poisson n'était pas soumis à une quelconque imposition, sans doute parce qu'il n'est ni l'objet d'un élevage ni l'objet de transactions financières réclamant une infrastructure administrative : il est surtout consommé là où il est pêché. Mais progressivement, le pouvoir central a mis en place de gigantesques pêcheries où de vastes filets remplaçaient les harpons. Les poissons, au lieu d'être directement livrés sur des perches ou dans des couffins au chef des travailleurs agricoles, comme auparavant, furent séchés et empaquetés.
Cependant, ces progrès n'ont guère modifié les conditions de vie des pêcheurs, toujours très rudes, comme l'a expliqué Guillemette Andreu :
« Ce sont des petites gens qui travaillent par équipées et reçoivent en salaire une ration du produit de leur pêche. Rien ne distingue le pêcheur. Comme le bouvier, il va nu, portant son pagne enroulé autour de son épaule. »
— Images de la vie quotidienne - Égypte au temps des Pharaons, G. Andreu, 1992, p. 172
Les crocodiles qui pullulent aux bords du Nil représentent le pire danger pour les pêcheurs, vus à l'époque comme les plus mal lotis des travailleurs. En guise de prévention, la capture de ces bêtes féroces s'impose ; bien qu'au cours du temps la présence des sauriens se soit lentement raréfiée, les morts par noyade ou morsure restent fréquentes. Néanmoins la condition de pêcheur ne conduit pas seulement à une promiscuité avec des animaux dangereux - comme peut l'être aussi l'hippopotame susmentionné -, mais également avec d'autres entités autant, si ce n'est davantage, nuisibles : les parasites aquatiques. D'après les analyses sur les momies, c'est la bilharziose urinaire, une affection due au ver Schistosoma haematobium qui, bien entendu, sévit le plus durant l'Antiquité - aujourd'hui encore, elle touche 12 % de la population égyptienne. Les pêcheurs sont les principales victimes de cette maladie, étant les principaux exposés, occupés de longues heures dans l'eau des marais, ou plus tard dans celle, stagnante, des bassins, à la merci des cercaires.
Divers oiseaux, oies, canards, sarcelles, cailles, pigeons, etc. peuplent aussi les marais, pour capturer lesquels, dès le début de l'Ancien Empire, les Égyptiens ont utilisé d'immenses filets, peut-être les mêmes que ceux qui servaient à la pêche.
Un autre aspect important de la chasse concerne les déserts. Les déserts libyque et arabique offrent de multiples opportunités de chasser. Simple amateurs ou professionnels confirmés, les Égyptiens rêvent toujours de revenir les bras chargés d'animaux capturés héroïquement. C'est ainsi que, sans ménagement, le lièvre, la gazelle, l'autruche, le mouflon, l'antilope, l'oryx, la girafe, le renard, le daim, etc. sont traqués. Quelques précautions sont essentiels à la chasse du bouquetin et du cerf, et d'autant plus lorsque les proies sont le taureau sauvage ou le bubale du désert. La hyène, le loup ou pire, le lion, le léopard font rarement l'objet de chasses, car considérés comme trop dangereux.

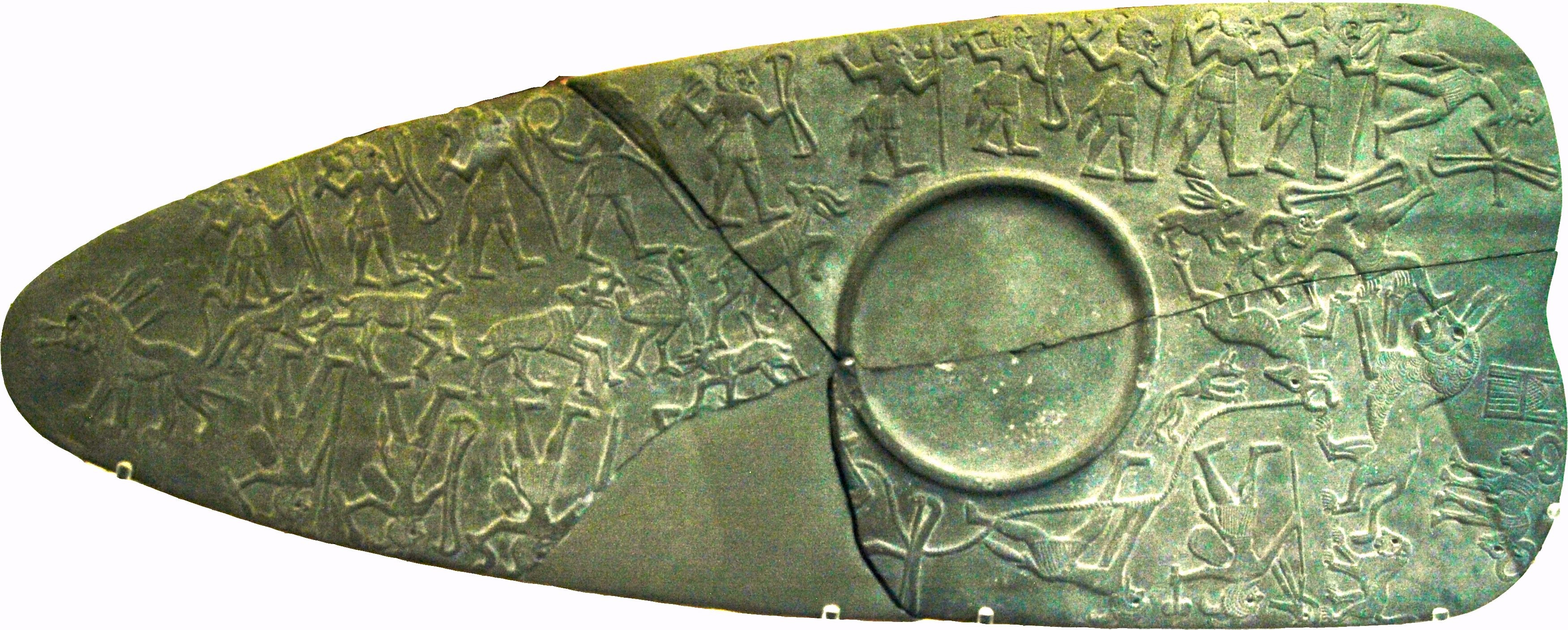
Palette de la chasse - Nagada III (-3300 à -3100) - British Museum

Au départ, la chasse est surtout une affaire de professionnels. Les hommes, des Bédouins d'origine, connaissent les secrets du désert et de sa faune : ils savent identifier un animal à son cri, le traquer sans se faire repérer, l'éviter en cas d'attaque, etc. Employés aussi par l'État et les institutions, ils surveillent étroitement les frontières du pays et à approvisionner la vallée du Nil en gibier. Pour mener à bien leur tâche, ils ne cessent de sillonner les pistes, seuls ou en équipe, munis de leur arc et de leur carquois. L'arme du chasseur par excellence est évidemment l'arc. Néanmoins, en particulier quand l'objectif est de ramener une capture vivante, sont plus volontiers utilisés le lasso, le bâton long ou le bâton de jet. Des lévriers accompagnent les chasseurs et doivent leur signaler tout danger éventuel et l'écarter. Si une bête vient à surgir, ils se lancent à sa poursuite, l'attrapent mais laissent aux tireurs le soin de l'achever. Sinon, les filets sont également employés. La plupart des animaux capturés vivants sont destinés soit à l'élevage, soit au dressage.